# Søndre Land
Gmina Søndre Land (norw. Søndre Land kommune) – norweska gmina leżąca w regionie Oppland. Jej siedzibą jest miasto Hov.
Søndre Land jest 150. norweską gminą pod względem powierzchni.

## Demografia
Według danych z roku 2005 gminę zamieszkuje 6008 osób. Gęstość zaludnienia wynosi 8,25 os./km². Pod względem zaludnienia Søndre Land zajmuje 167. miejsce wśród norweskich gmin.
| ludność stan na 1 stycznia 2005 |         |           |       |
|                                 | kobiety | mężczyźni | razem |
| osób                            | 3007    | 3001      | 6008  |
| %                               | 50,05%  | 49,95%    | 100%  |

| wykształcenie stan na 1 października 2004 |        |         |        |        |
|                                           | podst. | średnie | wyższe | niezn. |
| osób                                      | 1397   | 2614    | 673    | 190    |
| %                                         | 28,66% | 53,63%  | 13,81% | 3,9%   |

## Edukacja
Według danych z 1 października 2004:
- liczba szkół podstawowych (norw. grunnskolar): 5
- liczba uczniów szkół podst.: 768

## Władze gminy
Według danych na rok 2011 administratorem gminy (norw. rådmann) jest Nils Hesthagen, natomiast burmistrzem (norw. ordfører, d. borgermester) jest Reidar Eriksen.